# Karl Zylla
Karl Zylla (* 1. März 1927 in Breslau; † 30. Oktober 1967) war ein deutscher SED-Funktionär.

## Leben
Zylla, Sohn eines Bankangestellten und einer Arbeiterin, besuchte die Volksschule und erlernte den Beruf eines Chemiefacharbeiters. Am 25. Februar 1944 beantragte er die Aufnahme in die NSDAP und wurde zum 20. April desselben Jahres aufgenommen (Mitgliedsnummer 10.062.116). Während des Zweiten Weltkriegs leistete er Kriegsdienst als Soldat der Wehrmacht. Von Mai bis Juni 1945 befand er sich in britischer Kriegsgefangenschaft.  
Nach seiner Entlassung arbeitete er bis Oktober 1945 als Landarbeiter in Westdeutschland und war dann bis März 1946 durch die britischen Besatzungsbehörden als Bergarbeiter im Ruhrgebiet dienstverpflichtet. Im April 1946 übersiedelte Zylla nach Thüringen, wo er Mitglied der Freien Deutschen Jugend und im Dezember 1946 der Sozialistischen Einheitspartei Deutschlands (SED) wurde. Von Mai 1946 bis November 1947 war er Praktikant im VEB Kammgarnspinnerei Eisenach und von November 1947 bis März 1948 als Holzfäller tätig. Im März 1948 wurde er als Organisationsleiter der SED-Stadtbezirksleitung Eisenach-West hauptamtlicher Parteifunktionär. Von August 1948 bis 1950 war er Referent für Betriebsgruppen und 1950/51 Leiter der Organisations- und Instrukteurabteilung der SED-Landesleitung Thüringen. Von November 1951 bis Dezember 1952 besuchte er die Parteihochschule „Karl Marx“. Anschließend fungierte er von Januar bis September 1953 als Leiter des Sektors Parteiaufbau und Statistik des ZK der SED. Von September 1953 bis März 1954 war er als Bevollmächtigter Instrukteur des ZK der SED im Kreis Altenburg zur Untersuchung des Aufstandes vom 17. Juni 1953 eingesetzt.
Von März 1954 bis April 1960 war Zylla Zweiter Sekretär der SED-Bezirksleitung Rostock und gehörte von 1954 bis 1967 dem Bezirkstag Rostock an. Ein erneutes Studium an der Parteihochschule von 1960 bis 1963 schloss er mit dem Staatsexamen ab. Von Juli 1963 bis zu seinem Tod 1967 fungierte er als Erster Sekretär der SED-Kreisleitung Rostock-Stadt.

## Auszeichnungen und Ehrungen in der DDR
- Vaterländischer Verdienstorden in Bronze (1964)
- Die 58. Polytechnische Oberschule sowie die Karl-Zylla-Straße (heute Eutiner Straße) in Rostock-Lichtenhagen waren nach ihm benannt.